# توني دياغني
توني دياغني (بالفرنسية: Tony Diagne)‏ هو لاعب كرة قدم فرنسي في مركز الدفاع، ولد في 7 سبتمبر 1990 في Aubergenville ‏ في فرنسا. لعب مع ماكليسفيلد تاون ونادي لينكولن سيتي ونادي موركامب.

## وصلات خارجية
- توني دياغني على موقع قاعدة بيانات كرة القدم.إي يو (الإنجليزية)
- توني دياغني على موقع Soccerbase.com (لاعب) (الإنجليزية)